# 甲府警察署

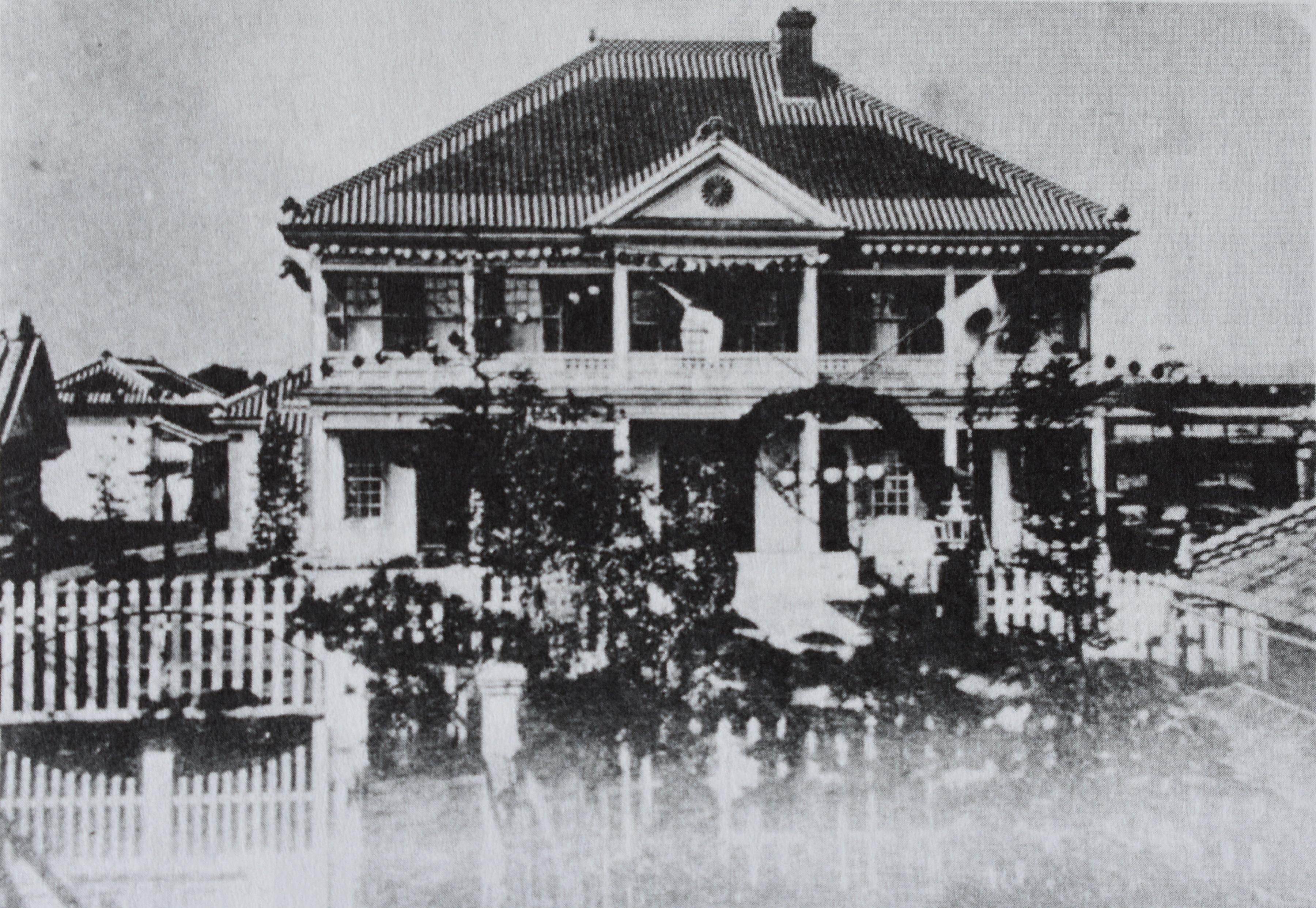
明治19年（1886年）頃の「甲府警察署」

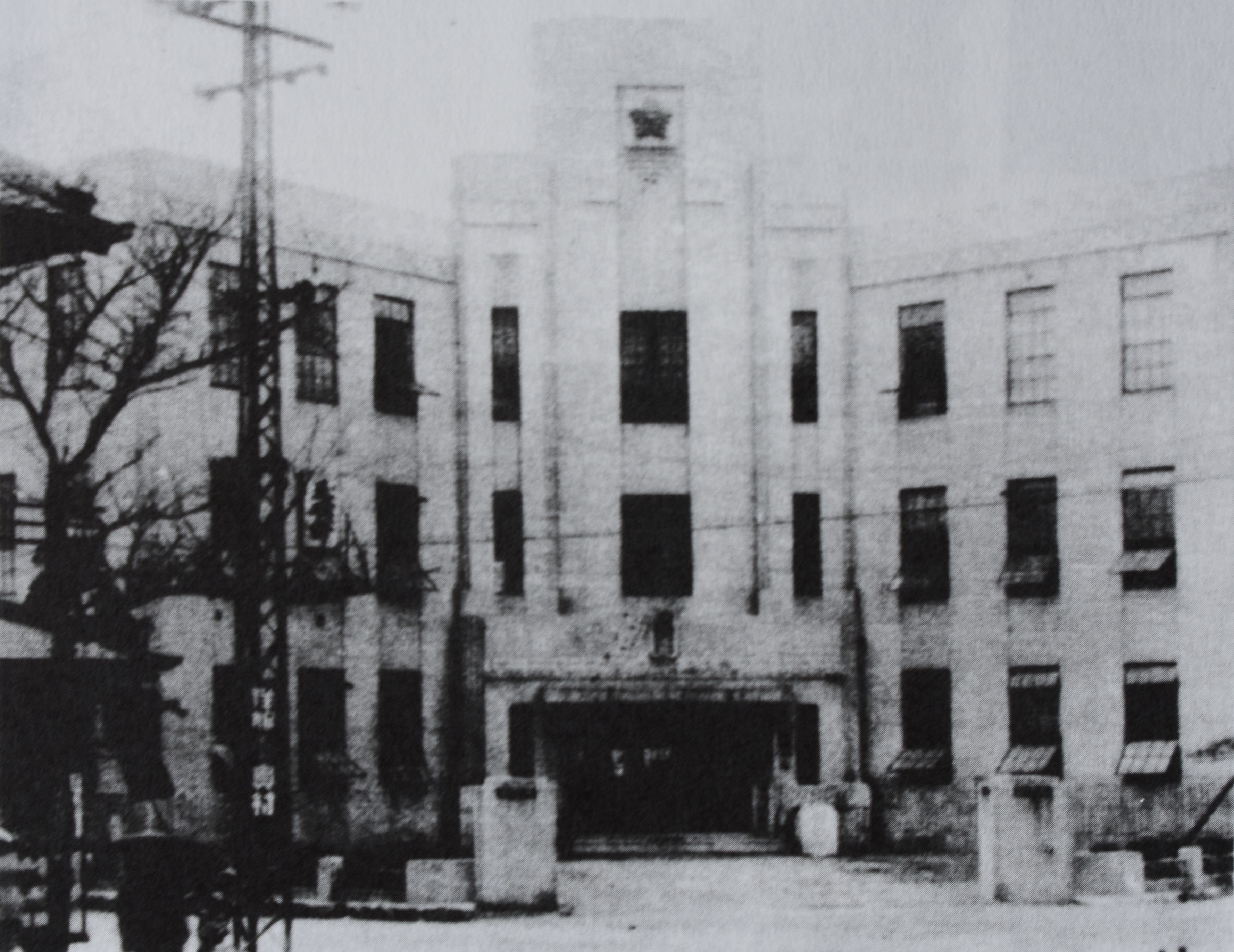
昭和3年（1928年）頃の「甲府警察署」

甲府警察署（こうふけいさつしょ）は、山梨県警察が管轄する警察署の一つである。署長の階級は警視正。
管区機動隊が配備されている。

## 所在地
- 山梨県甲府市中央一丁目10番1号

## 管轄区域
- 甲府市
  - 北口一丁目 - 三丁目
  - 武田一丁目 - 四丁目
  - 宮前町
  - 朝日一丁目 - 五丁目
  - 美咲一丁目・二丁目
  - 天神町
  - 宝一丁目・二丁目
  - 丸の内一丁目 - 三丁目
  - 中央一丁目 - 五丁目
  - 城東一丁目 - 五丁目
  - 元紺屋町
  - 愛宕町
  - 東光寺町
  - 東光寺一丁目 - 三丁目
  - 善光寺町
  - 善光寺一丁目 - 三丁目
  - 砂田町
  - 酒折町
  - 酒折一丁目 - 三丁目
  - 川田町
  - 桜井町
  - 和戸町
  - 横根町
  - 寿町
  - 相生一丁目・二丁目
  - 相生三丁目(街区符号1番から6番までの区域に限る。)
  - 青沼一丁目(街区符号2番から6番までの区域に限る。)
  - 若松町
  - 新田町
  - 下飯田一丁目 - 四丁目
  - 金竹町
  - 中村町
  - 長松寺町
  - 荒川一丁目・二丁目
  - 池田一丁目 - 三丁目
  - 上石田一丁目 - 四丁目
  - 下石田二丁目
  - 高畑一丁目・二丁目
  - 貢川本町
  - 徳行一丁目 - 五丁目
  - 富竹一丁目 - 四丁目
  - 貢川一丁目・二丁目
  - 下河原町
  - 飯田一丁目 - 五丁目
  - 岩窪町
  - 北新一丁目・二丁目
  - 西田町
  - 屋形一丁目 - 三丁目
  - 大手一丁目 - 三丁目
  - 小松町
  - 塩部一丁目 - 四丁目
  - 富士見一丁目・二丁目
  - 千塚一丁目 - 五丁目
  - 音羽町
  - 湯村一丁目 - 三丁目
  - 大和町
  - 緑が丘一丁目・二丁目
  - 古府中町
  - 和田町
  - 山宮町
  - 塚原町
  - 羽黒町
  - 上積翠寺町
  - 下積翠寺町
  - 上帯那町
  - 下帯那町
  - 平瀬町
  - 塔岩町
  - 竹日向町
  - 高成町
  - 川窪町
  - 御岳町
  - 高町
  - 猪狩町
  - 草鹿沢町
  - 黒平町

※かつては甲斐市の旧敷島町域も管轄していたが、2007年4月1日の管轄再編で韮崎警察署 (現:甲斐警察署) 管轄となった。

## 沿革
- 1948年（昭和23年）3月7日 - 旧警察法の公布に伴い、自治体警察として甲府市警察が発足。甲府市警察署となる。
- 1954年（昭和29年）7月1日 - 警察法の改正に伴い、山梨県警察が発足。山梨県甲府警察署となる。
- 1972年（昭和47年）9月30日 - 現庁舎完成。

## 組織
刑事（刑事一課、刑事二課、組織犯罪対策課、生活安全課）・地域交通（地域課、交通課）の管理官（警視）を各課長の上に置く。
- 会計課（会計係、遺失物係）
- 警務課（警務係、犯罪被害者支援係、警察安全相談係）
- 留置管理課（留置管理係）
- 生活安全課（生活安全係、保安・生活経済係、少年係）
- 地域課（庶務係、地域第一係、地域第二係、地域第三係、自動車警ら班）
- 刑事第一課（庶務係、盗犯第一係、盗犯第二係、強行犯第一係、強行犯第二係、鑑識係）
- 刑事第二課（庶務係、知能犯第一係、知能犯第二係）
- 組織犯罪対策課（庶務係、組織犯罪対策第一係、組織犯罪対策第二係、組織犯罪対策第三係）
- 交通課（企画規制係、指導取締係、事故捜査第一係、事故捜査第二係、事故捜査第三係）
- 警備課（警備第一係、警備第二係）

## 交番
- 甲府駅前交番（甲府市丸の内1丁目1番9号）
- 寿交番（甲府市宝2丁目26番16号）
- 城東交番（甲府市城東3丁目15番31号）
- 酒折交番（甲府市横根町7の1）
- 山の手交番（甲府市美咲1丁目11番27号）
- 千塚交番（甲府市千塚1丁目2番15号）
- 池田交番（甲府市新田町1の3）
- 貢川交番（甲府市上石田1丁目5番16号）

## 警察官駐在所
- 甲運警察官駐在所（甲府市川田町136の4）
- 北新警察官駐在所（甲府市北新1丁目1番16号）
- 相川警察官駐在所（甲府市古府中町6002の7）
- 昇仙警察官駐在所（甲府市下帯那町350の6）